# Thung Jai Naresuan
Thung Jai Naresuan (tajlandski: เขตรักษาพันธุ์สัตว์ป่าทุ่งใหญ่นเรศวร) je rezervat divljine u sjevernom dijelu provincije Kančanaburi i južnom dijelu provincije Tak, u Tajlandu. On je, zajedno sa susjednim rezervatom divljine Huai Kha, upisan na UNESCO-ov popis mjesta svjetske baštine u Aziji i Oceaniji jer "sadrži gotovo sve oblike šume jugoistočne kontinentalne Azije, i važan je dom mnogih životinjskih vrsta".
Rezervat divljine Thung Jai Naresuan je osnovan 1974. godine i ima površinu od od 369.000 hektara, što ga čini najvećim zaštićenim područjem u Tajlandu. Ovo područje je uglavnom planinsko, sastavljeno od vapnenačkih stijena ispresijecanih granitom, kvarcitom i škriljcem. Visina reljefa je od 180 m kod vještačkog jezera brane Vajiralongkorn, do 1.811 m kod najvišeg vrha Khao Tai Pa. Glavne rijeke u parku su Mae Klong i Mae Čan, a manje su Mae Kasat i Mae Surija koje teku prema Mjanmaru.
Uglavnom je prekriven tropskim kišnim šumama (76%) i zimzelenim šumama (15%),  dok savane i pašnjaci pokrivaju oko 4% površine parka. 
Sveukupno u parku obitava oko 400 vrsta ptica (kao što su Divlja kokoš Zeleni paun (Pavo muticus), Sivi paun (Polyplectron bicalcaratum) i svih 6 vrsta kljunorožaca koji su zabilježeni u jugoistočnoj Aziji), 96 vrsta reptila i 43 vrste vodozemaca, te 120 vrsta sisavaca (kao što su Azijski mrki medvjed (Ursus thibetanus), Malajski medvjed (Ursus malayanus), Azijski slon (Elephas maximus), Gaur (Bos gaurus), Tigar  (Panthera tigris), Leopard (Panthera pardus), Oblačasti leopard (Neofelis nebulosa), Giboni (Hylobates lar), Indijski sambar (Rusa unicolor), Makaki (Macaca)) i 113 vrsta riba.

## Vanjske poveznice
- Smještaj i informacije o Rezervatu životinja Thung Jai Naresuan na stranicama UNEP-a i IUCN-a (engl.) Posjećeno 30. lipnja 2011.
- Fotografije Thung Jaija